# منتخب مصر للكريكيت
منتخب مصر للكريكيت هو الفريق الذي مثل دولة مصر في مباريات الكريكيت الدولية. كان الفريق نشط منذ عام 1909 وحتى الحرب العالمية الثانية.

## التاريخ

### السنوات الأولى
تم لعب الكريكيت لأول مرة في مصر في القرن الثالث، وتم تشكيل نادي للكريكيت في الإسكندرية من قبل المقيمين البريطانيين في عام 1851. كان الكريكيت نشاطًا ترفيهيًا إلى أن شهدت قناة السويس زيادة في عدد السكان البريطانيين (انظر تاريخ مصر تحت سلالة محمد علي).
تم إنشاء المزيد من النوادي من قبل الجيش، الذي بدأ في السيطرة على اللعبة المحلية. في أكتوبر 1884، لعب فريق من الجيش والبحرية معا ضد A XI الذين كانوا في طريقهم إلى أستراليا للقيام بجولة في Ashes.

### المباريات الدولية
- بحلول عام 1909، أصبحت لعبة الكريكيت النشاط الرياضي والاجتماعي الرئيسي للسكان البريطانيين، وكانت المعايير جيدة بما فيه الكفاية لنادي ماركيبون للكريكيت لإرسال فريق للقيام بجولة في عام 1909. تم رفع جانب وطني لأول مرة، ولعب MCC ثلاث مباريات ضدهم، فوز اثنين وفقدان الآخر. كما لعبوا مباريات ضد الأندية المحلية بالإضافة إلى فرق تمثل الجيش والسكان المدنيين.
- قام زنجارى بجولة في مارس 1914. لعبوا ثلاث مباريات ضد المنتخب الوطني بالإضافة إلى مباريات ضد نادي القاهرة والكريكيت بالإسكندرية. شهدت المباريات ضد المنتخب الوطني تعادلين وفوز واحد للسياح. جرت زيارة عودة من نوع ما في وقت لاحق من هذا العام مع فريق مشترك بين مصر والسودان يلعب لجنة تحدي الألفية في الرب في مباراة استمرت يومين. فاز مركز تحدي الألفية بعشرة نصب.
- كان الحربيون الأحرار ثالث سائحين في عام 1927، حيث لعبوا مرتين ضد المنتخب الوطني، خسروا المباراة الأولى ورسموا الثانية. أحد اللاعبين في فريق Free Foresters في هذه الجولة كان Hubert Martineau الذي كان سيقدم معارضة منتظمة لمصر في السنوات القادمة.
- تولى مارتنو فريقا إلى مصر كل عام بين عامي 1929 و 1939. وشملت الجولات عادة مباراتين أمام المنتخب الوطني بالإضافة إلى مباريات ضد فرق النادي والفرق العسكرية.

## انخفاض
على الرغم من أن مصر كانت تلعب مباريات بانتظام ضد فريق مارتينو، إلا أن جودة لعبة الكريكيت في البلاد بدأت في التدهور في الثلاثينيات. نظرًا لأن الجيش كان يهيمن على لعبة الكريكيت، فقد تغير اللاعبون كثيرًا، مما أدى إلى عدم الاتساق. غالبًا ما تم تجاهل اللاعبين من السكان المدنيين المحليين، ولم يلعب سوى مواطن مصري واحد للفريق.
توقفت جولات مارتينو مع اندلاع الحرب العالمية الثانية، وأثناء لعب الكريكيت في البلاد خلال الحرب، كانت المباريات مجرد أنشطة ترفيهية للقوات المتمركزة في البلاد. لم يلعب المنتخب الوطني مرة أخرى بعد الحرب.

## إعادة لعبة الكريكيت
تم لعب الكريكيت مع الرجبي والاسكواش في كلية فيكتوريا بالإسكندرية والقاهرة.
بذلت محاولات لإعادة لعبة الكريكيت، حيث قام فريق مصري من النادي بجولة في إنجلترا عام 1951، ولعب MCC في لوردز. عمر الشريف نجم الفيلم ولاعب بريدج كان عضوا في هذا الفريق. كان اللاعبون في هذه الأندية من الطبقات العليا ودعموا الملكية المصرية، مما أدى إلى القليل من الدعم للكريكيت عندما تم إلغاء النظام الملكي في عام 1953. لم تهتم الحكومة الجديدة باللعبة وبدأت لعبة الكريكيت في التدهور المستمر، حيث توقفت المدارس عن تدريس اللعبة. لعب نادي الجزيرة الرياضي مباراة ضد باكستان عام 1954، لكن المباراة انتهت مبكرا ليتمكن اللاعبون الباكستانيون من زيارة الأهرامات وأبو الهول.
بدأ بناء ملاعب الكريكيت، ولم تشهد اللعبة حتى أواخر التسعينيات انتعاشًا بين مجتمعات المغتربين الهندية والباكستانية والسريلانكية والبريطانية. اعتبارًا من عام 2001، كانت هناك محاولات لإعادة إدخال لعبة الكريكيت في المدارس. تم لعب دوري الكريكيت في القاهرة بحلول أبريل 2008 ومن المؤمل أن تشارك مصر في النهاية في بطولة شمال غرب إفريقيا.
يوجد الآن دوري كريكيت نشط يعمل على أساس أسبوعي. تُلعب الألعاب عادة يوم الجمعة ويتم الالتزام بتنسيق 20:20 بالكرة الحمراء. يلعب الكريكيت بشكل أساسي المغتربون من باكستان والهند والمملكة المتحدة وجنوب إفريقيا. الكأس الرئيسي الذي تلعب من أجله الفرق هو كأس مناف فيصل الذي سمي على اسم اثنين من أبرز مروجي لعبة الكريكيت في القاهرة على مدى السنوات الثماني الماضية. يتم لعب الكريكيت في العديد من المدارس الدولية والنوادي الرياضية والملاعب الخاصة. لا توجد أي محاولة لتوسيع اللعبة لتشمل الشعب المصري. تُلعب اللعبة على أسطح مختلفة بما في ذلك الحصائر البلاستيكية (لمنع الأضرار التي لحقت بأرض المدرسة) والملاعب الأسمنتية والسجاد. تُلعب المباريات بأسلوب تنافسي للغاية وودي. أنجح فريق هو PCCA يليه فريق العاملين من المستشفى السعودي الألماني. PCCA هو حامل اللقب الحالي مع المباراة النهائية التي ستقام في يوليو 2017.

## اللاعبين
اللاعب المصري الوحيد الذي لعب مع المنتخب الوطني كان عبده حسنين، الذي حصل على 17 ويكيت في مباراتيه. ولد جون ترايكوس، الذي لعب لعبة الكريكيت التجريبية لجنوب إفريقيا وزيمبابوي، في الزقازيق، مصر. لعب اللاعبون التالية أسماؤهم لعبة الكريكيت من الدرجة الأولى ولعبوا لمصر:
- جيفري ماكلارين - لعب لفريق لانكشاير عام 1902.
- ريتشارد مور - لعب لميدلسكس بين عامي 1901 و 1910.
- جيفري روسون - لعب لفريق الكريكيت بالجيش البريطاني عام 1921.
- باسل كلارك - لعب مع جلوسيسترشاير بين عامي 1914 و 1920 ولعب ليسسترشاير في عام 1922.
- جيمس ليف - لعب للجيش عام 1937.
- فيليب بانك - لعب للجيش عام 1925.
- هارولد هيند - لعب للمقاطعات الصغرى مجتمعة في عام 1924.
- آرثر تورنر - لعب لإسيكس بين عامي 1897 و 1910.
- رونالد جوي - لعب لإسيكس بين عامي 1922 و 1928.
- توماس ستورجس - لعب للأوروبيين في الهند في الأربعينيات.
- غودفري فيربانك - لعب لصالح الخدمات المشتركة عام 1922 ولعب للجيش عام 1927.
- إريك كول - لعب لكينت في عام 1938.
- أوزوالد سميث-بينغهام - لعب الكريكيت من الدرجة الأولى في الهند في ثلاثينيات القرن الماضي.
- فرانسيس روجرز - لعب مع جلوسيسترشاير بين عامي 1924 و 1931.
- روبرت أوزبورن سميث - لعب للجيش الهندي في الثلاثينيات.
- روبرت ميلسوم - لعب مع جلوسيسترشاير بين عامي 1925 و 1938.
- رودني بالمر - لعب لهامبشاير بين عامي 1930 و 1933.
- ألكسندر ويلكنسون - لعب لفريق MCC بين عامي 1914 و 1939.
- جوشوا تشايتور - لعب لفريق فري فورسترز في عام 1924.
- أرشيبالد كاسيلز - لعب للجيش بين عامي 1932 و 1935.
- رولاند موسون - لعب لصالح الخدمات المشتركة عام 1937.
- جراهام كروكشانكس - لعب للمقاطعة الشرقية عام 1931/32.
- إدوارد كاوستون - لعب لساسكس بين عامي 1928 و 1931.
- توماس هالسي - لعب في جامعة كامبريدج عام 1920.
- سيريل هاميلتون - لعب لكينت عام 1935.
- جيف لينتون - لعب مع جلامورجان عام 1932.
- رونالد يلدهام - لعب الكريكيت من الدرجة الأولى في الهند في عشرينيات القرن الماضي.
- مايكل باك - لعب لليسترشاير بين عامي 1936 و 1939.
- جون ولفورد - لعب مع ورشيسترشاير بين عامي 1923 و 1930.
- رالف كريك - لعب لفريق MCC في عام 1901.
- جون بوروف - لعب في جامعة كامبريدج بين عامي 1893 و 1895.